# Leeds (Maine)
Pour les articles homonymes, voir Leeds (homonymie).
Leeds est un village du comté d'Androscoggin, situé dans le Maine, aux États-Unis. Sa population était de 2 144 en 2010. Le village fait partie des deux villes principales connu sur le nom de Lewiston-Auburn, ville métropolitaine du Maine et de la Nouvelle Angleterre. 
Descendance : canadienne (25,9 %), anglaise (19,1 %), américaine (13,6 %), irlandaise (12,5 %), allemande (4,7 %).

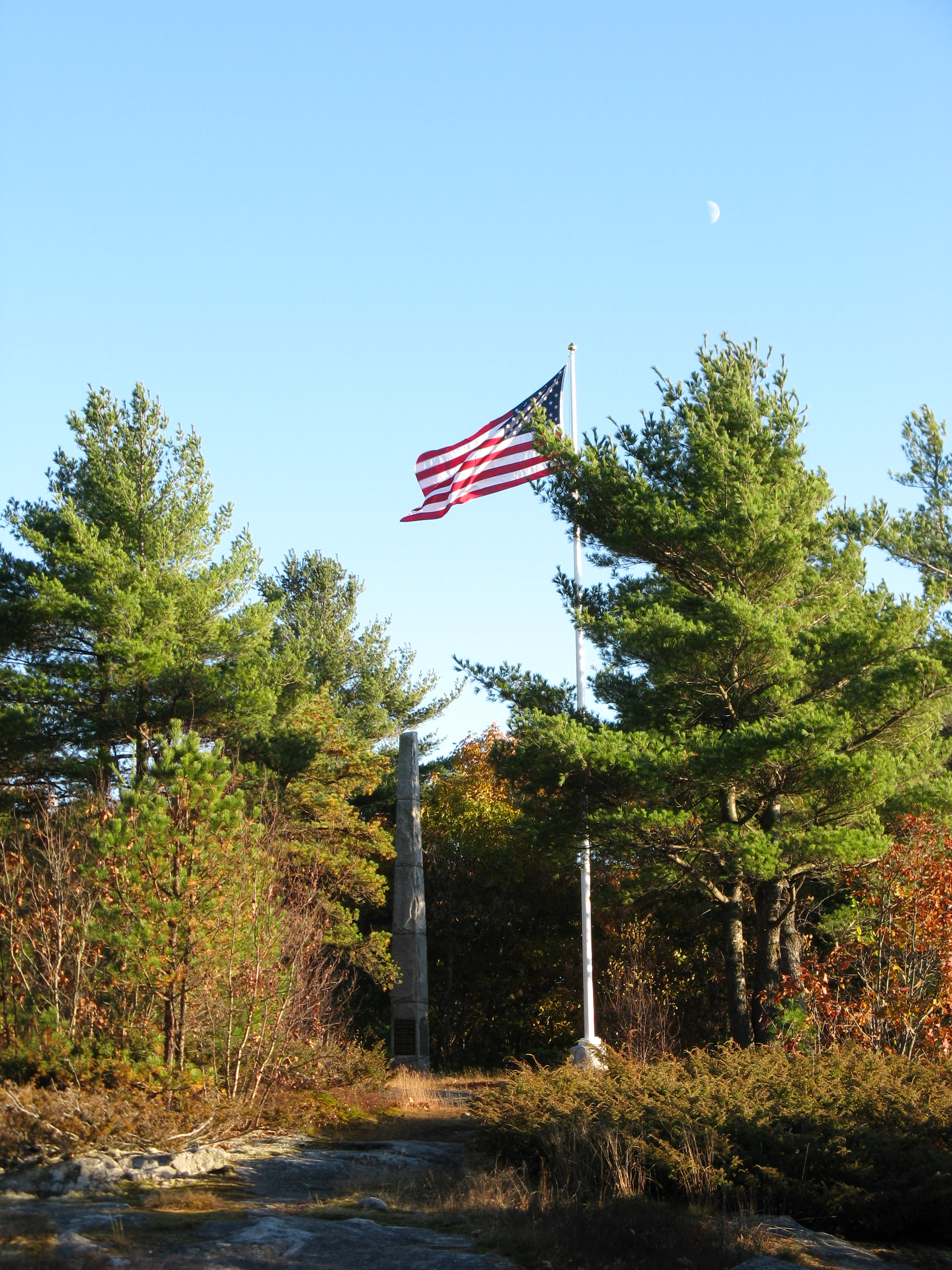
Monument Hill